# 薩克森的約翰·格奧爾格
薩克森的約翰·格奧爾格（德語：Johann Georg von Sachsen，1869年7月10日—1938年11月24日），薩克森國王格奧爾格的次子。

## 婚姻
1894年，約翰·格奧爾格與符騰堡的瑪麗亞·伊莎貝拉結婚，兩人沒有子女。
瑪麗亞·伊莎貝拉於1904年去世。1906年，約翰·格奧爾格與波旁-兩西西里的瑪麗亞·伊瑪科拉塔結婚，兩人亦沒有子女。